# Limba noastră
"Limba noastră" (tiếng Moldova chữ Kirin: Лимба ноастрэ; tiếng Việt: Ngôn ngữ của chúng ta) là quốc ca của Cộng hoà Moldova. Bài hát được sử dụng làm quốc ca từ năm 1994, nhưng đến năm 1995 mới được chấp nhận chính thức.
Một thời gian ngắn sau khi nước này thành lập từ quá trình tan rã của Liên Xô, quốc ca của họ là bài "Deșteaptă-te, române!" (quốc ca Romania từ năm 1990 tới nay). Nhà thơ Alexei Mateevici (1888-1917) - người đã góp công lớn trong việc giải phóng vùng Bessarabia, đã viết lời một tháng trước khi lâm bệnh qua đời. Alexandru Cristea là người phổ nhạc.
Trọng tâm của "Limba noastră" là ngôn ngữ; trong trường hợp này, là ngôn ngữ quốc gia của Moldova, được gọi là tiếng Romania hoặc Moldova. Nó kêu gọi mọi người khôi phục cách sử dụng ngôn ngữ mẹ đẻ của họ. Bài thơ không đề cập đến ngôn ngữ theo tên; nó được gọi một cách thơ mộng là "ngôn ngữ của chúng ta".
Dòng sông Dniester, được nhắc đến trong dòng "Những con sóng hiền hoà của dòng Dniester/Ẩn giấu những ánh sao rực rỡ và sáng loà."
"Limba noastră" dựa trên một bài thơ mười hai khổ. Đối với bài quốc ca được xác định chính thức được sử dụng ngày nay, các khổ thơ được chọn lọc và sắp xếp lại thành năm khổ sau khi phổ nhạc, mỗi khổ bốn dòng; cụ thể là các khổ thứ nhất, thứ hai, thứ năm, thứ chín và thứ mười hai.

## Lời (tiếng Moldova)

### Chữ Kirin
I
Лимба ноастрэ-й о комоарэ
ын адынкурь ынфундатэ
Ун шираг де пятрэ рарэ
пе мошие ревэрсатэ.

II
Лимба ноастрэ-й фок че арде
ынтр-ун ням, че фэрэ весте
С-а трезит дин сомн де моарте
ка витязул дин повесте.

III
Лимба ноастрэ-й нумай кынтек
дойна дорурилор ноастре
Рой де фулӂере, че спинтек
ноурь негри, зэрь албастре.

IV
Лимба ноастрэ-й граюл пыйний
кынд де вынт се мишкэ вара
Ын ростиря ей бэтрыний
ку судорь сфинцит-ау цара.

V
Лимба ноастрэ-й фрунзэ верде
збучумул дин кодрий вешничь
Ниструл лин, че-н валурь пиерде
ай лучеферилор сфешничь.

VI
Ну вець плынӂе-атунчь амарник
кэ ви-й лимба пря сэракэ
Ши-ць ведя, кыт ый де дарник
граюл цэрий ноастре драгэ.

VII
Лимба ноастрэ-й векь извоаде
повестирь дин алте времурь
Ши читинду-ле ’нширате
те-нфиорь адынк ши тремурь.

VIII
Лимба ноастрэ ый алясэ
сэ ридиче слава-н черурь
Сэ не спиуе-н храм ши-акасэ
вешничеле адевэрурь.

IX
Лимба ноастрэ-й лимбэ сфынтэ
лимба векилор казаний
Каре-о плынг ши каре-о кынтэ
пе ла ватра лор цэраний.

X
Ынвиаць-вэ дар граюл
руӂинит де мултэ време
Штерӂець слинул, мучегаюл
ал уйтэрий ’н каре ӂеме.

XI
Стрынӂець пятра лучитоаре
че дин соаре се апринде
Ши-ць авя ын ревэрсаре
ун потоп ноу де кувинте.

XII
Рэсэри-ва о комоарэ
ын адынкурь ынфундатэ
Ун шираг де пятрэ рарэ
пе мошие ревэрсатэ.

### Chữ Latinh
I
Limba noastră-i o comoară
în adîncuri înfundată
Un șirag de piatră rară
pe moșie revărsată.

II
Limba noastră-i foc ce arde
într-un neam, ce fără veste
S-a trezit din somn de moarte
ca viteazul din poveste.

III
Limba noastră-i numai cîntec
doina dorurilor noastre
Roi de fulgere, ce spintec
noruri negri, zări albastre.

IV
Limba noastră-i graiul pîinii
cînd de vînt se mișcă vara
În rostirea ei bătrînii
cu sudori sfințit-au țara.

V
Limba noastră-i frunză verde
zbuciumul din codrii veșnici
Nistrul lin, ce-n valuri pierde
ai luceferilor sfeșnici.

VI
Nu veți plînge-atunci amarnic
că vi-i limba prea săracă
Și-ți vedea, cît îi de darnic
graiul țării noastre dragă.

VII
Limba noastră-i vechi izvoade
povestiri din alte vremuri
Și citindu-le ’nșirate
te-nfiori adînc și tremuri.

VIII
Limba noastră îi aleasă
să ridice slava-n ceruri
Să ne spiue-n hram și-acasă
veșnicele adevăruri.

IX
Limba noastră-i limbă sfîntă
limba vechilor cazanii
Care-o plîng și care-o cîntă
pe la vatra lor țăranii.

X
Înviați-vă dar graiul
ruginit de multă vreme
Ștergeți slinul, mucegaiul
al uitării ’n care geme.

XI
Strîngeți piatra lucitoare
ce din soare se aprinde
Și-ți avea în revărsare
un potop nou de cuvinte.

XII
Răsări-va o comoară
în adîncuri înfundată
Un șirag de piatră rară
pe moșie revărsată.

## Dịch sangtiếng Việt
I
Ngôn ngữ của chúng ta là một báu vật
Nổi lên từ những hố sâu của quá khứ
Một chiếc vòng cổ với những viên ngọc quý
Trải khắp mọi miền đất nước.

II
Ngôn ngữ của chúng ta là ngọn lửa cháy rực
Cháy giữa lòng người, một cách thật thầm lặng
Đánh thức mỗi người từ giấc ngủ ngàn thu
Như người anh hùng trong chuyện cổ.

III
Ngôn ngữ của chúng ta được làm nên từ những bài ca
Của những khát khao từ trong thâm tâm chúng ta
Như những tia chớp bất ngờ nhanh chóng giáng xuống
Qua những đám mây đen và chân trời xanh.

IV
Ngôn ngữ của chúng ta là những lời nói của những chiếc bánh mì
Khi những làn gió thổi suốt mùa hạ
Vọng lại từ những vị cha ông đã
Đem lại hạnh phúc cho chúng ta nhờ lao động.

V
Ngôn ngữ của chúng ta là chiếc lá xanh nhất
Của những cánh rừng vĩnh cửu
Những con sóng hiền hoà của dòng Dnister
Ẩn giấu những ánh sao rực rỡ và sáng loà.

VI
Tôi tuyên bố rằng sẽ không kẻ ngu si nào dám nói
Rằng ngôn ngữ của các bạn nghèo nàn
Và bạn sẽ thấy rằng thật phong phú làm sao
Ngôn ngữ của bạn được nói trên khắp quốc gia cao quý này.

VII
Ngôn ngữ của chúng ta được kết từ những huyền thoại
Những câu chuyện từ thời cha ông
Đọc một lần và một lần nữa
Nó làm cho người ta rùng mình, run rẩy và kêu thét.

VIII
Ngôn ngữ của chúng ta được tách riêng 
Để dâng những lời ngợi ca lên trời cao
Ta nói với lòng nhiệt thành không ngừng nghỉ
Sự thật không bao giờ ngừng vẫy gọi.

IX
Ngôn ngữ của chúng ta là hơn cả thiêng liêng
Ngôn ngữ của những lời dạy của lịch sử
Thét lên và ca vang mãi mãi
Ở ngôi nhà của dân tộc ta.

X
Ngôn ngữ của chúng ta được hồi sinh
Sau những năm tháng rỉ sét vì bị đè nén
Lau sạch những rác rưởi và nấm mốc tích tụ
Chúng rồi sẽ bị đất nước ta lãng quên.

XI
Thu thập ngay những viên đá lấp lánh 
Đón ánh sáng từ vầng Thái dương
Bạn sẽ thấy tràn ngập khắp nơi đây
Những câu từ mới được nói trôi chảy.

XII
Kho báu này rồi sẽ nổi lên nhanh chóng
Nổi lên từ những hố sâu của quá khứ
Một chiếc vòng cổ với những viên ngọc quý
Trải khắp mọi miền đất nước.